# Грабовы (дворянский род)
Грабовы (Крабовы) — древний дворянский род иноземного происхождения.

## История рода
Иноземец, окольничий Дмитрий Олферьевич владел поместьями в Каширском, Звенигородском и Муромском уездах, получил грамоту Сигизмунда III на вотчину в Московском уезде (1610), пожалованную ему царём Борисом Годуновым (1600). Женат на вдове князя Ивана Токмакова — Аксинье.
Михаил Дмитриевич стольник (1627—1629), за вину был сослан (1641),
Полковник Юрий Грабов упоминается (1663). Четверо представителей рода записаны в Пензенской десятне (1677). Пётр Грабов пожалован по Москве «в житиё» (1682).